# برايان ووكر (لاعب كرة قدم أمريكية أمريكي)
برايان ووكر (بالإنجليزية: Brian Walker)‏ هو لاعب كرة قدم أمريكية أمريكي، ولد في 31 مايو 1972 في كولورادو سبرينغس في الولايات المتحدة.

## وصلات خارجية
- برايان ووكر على موقع مرجع كرة القدم المحترفة.كوم (الإنجليزية)